# Ophrys argolica
Ophrys argolica H.Fleischm., 1919 è una pianta erbacea della famiglia delle Orchidacee.

## Distribuzione e habitat
La specie è diffusa nella parte centro-orientale del bacino del Mediterraneo, dall'Italia, attraverso la penisola balcanica e il mar Egeo sino all'Anatolia e alla Siria; presente anche a Creta e Cipro.

## Tassonomia
Sono note le seguenti sottospecie:
- Ophrys argolica subsp. argolica
- Ophrys argolica subsp. aegaea (Kalteisen & H.R.Reinhard) H.A.Pedersen & Faurh.
- Ophrys argolica subsp. biscutella (O.Danesch & E.Danesch) Kreutz
- Ophrys argolica subsp. climacis (Heimeier & Perschke) H.A.Pedersen & P.J.Cribb
- Ophrys argolica subsp. crabronifera (Sebast. & Mauri) Faurh.
- Ophrys argolica subsp. elegans (Renz) E.Nelson
- Ophrys argolica subsp. lesbis (Gölz & H.R.Reinhard) H.A.Pedersen & Faurh.
- Ophrys argolica subsp. lucis (Kalteisen & H.R.Reinhard) H.A.Pedersen & Faurh.

In Italia sono presenti Ophrys argolica subsp. biscutella e Ophrys argolica subsp. crabronifera.

## Conservazione
La Lista rossa IUCN classifica Ophrys argolica come specie vulnerabile.